# Дубравий, Иоанн
Иоанн Дубравий (или Янис Дубравиус, Ян Доубравский, чеш. Jan Skála z Doubravky a Hradiště, также известный как Jan Dubravius, Janus Dubravius, Jan Skála z Doubravky, Jan z Doubravky, Dubravinius) (1486, Пльзень — 6 сентября 1553, Кромержиж) — чешский священник, епископ Оломоуца, историк, гуманист и писатель.

## Биография
Происходил из состоятельной семьи, изучал право и богословие в Вене и Италии. В Падуе стал доктором церковного права. В 1513 году становится архидиаконом в Кромержиже. В 1517 году был посвящён в рыцари и год спустя в 1518 году вёл в Италии переговоры о бракосочетании польского короля Сигизмунда Ягеллонского. В 1541—1553 был епископом в Оломоуце в Богемии.

## Труды
- Martiani Capellae Nuptiae Mercurii cum Philologia, комментарии к Капелла
- Theriobulia Joannis Dubravii iurisconsulti et equitis aurati De regiis praeceptis, стихотворные басни
- Commentarii in V Davidis psalmum
- Libellus de piscinis et piscium, qui in eis aluntur natura
- Historia regni Bohemiae ab initio Bohemorum, libri triginta et tres (Viennae, 1554), хроника